# مسلم أباد (كاشان)
مسلم‌ أباد هي قرية في مقاطعة كاشان، إيران. عدد سكان هذه القرية هو 62 في سنة 2006.